# モーターカー

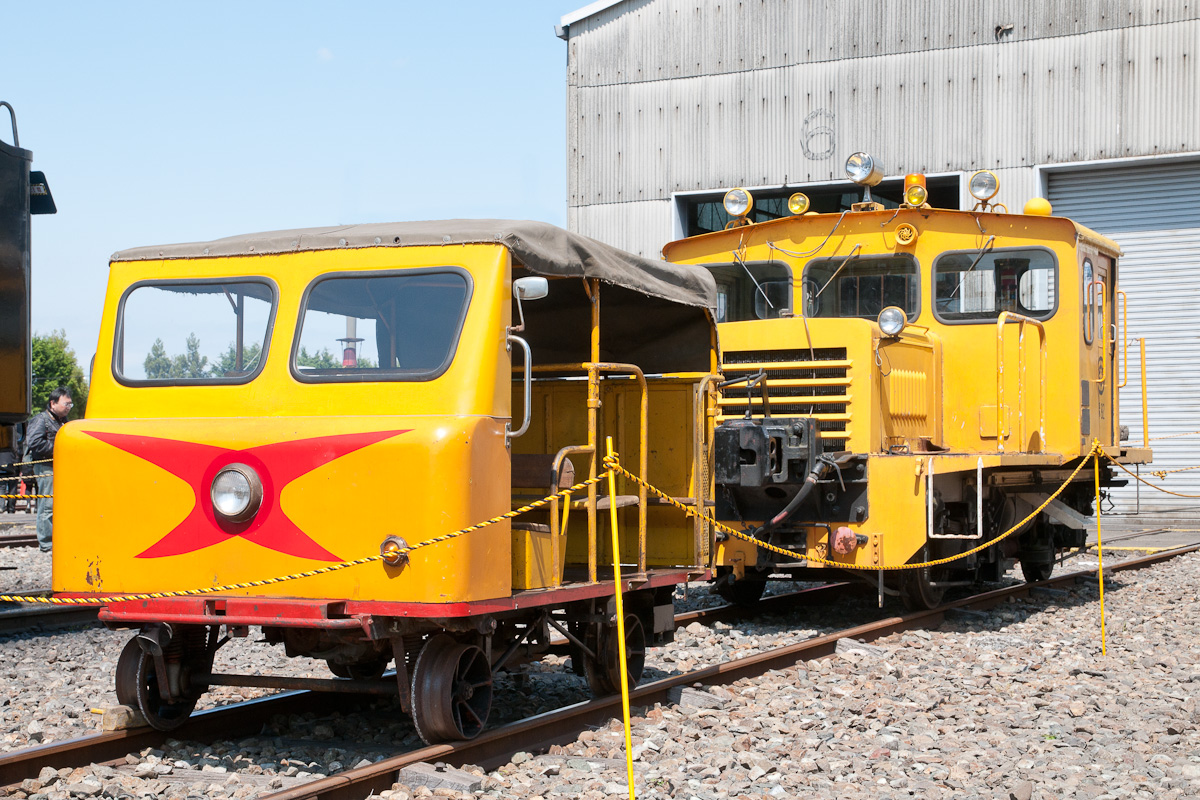
秩父鉄道のモーターカー、後方は大型軌道モーターカーTMC100F

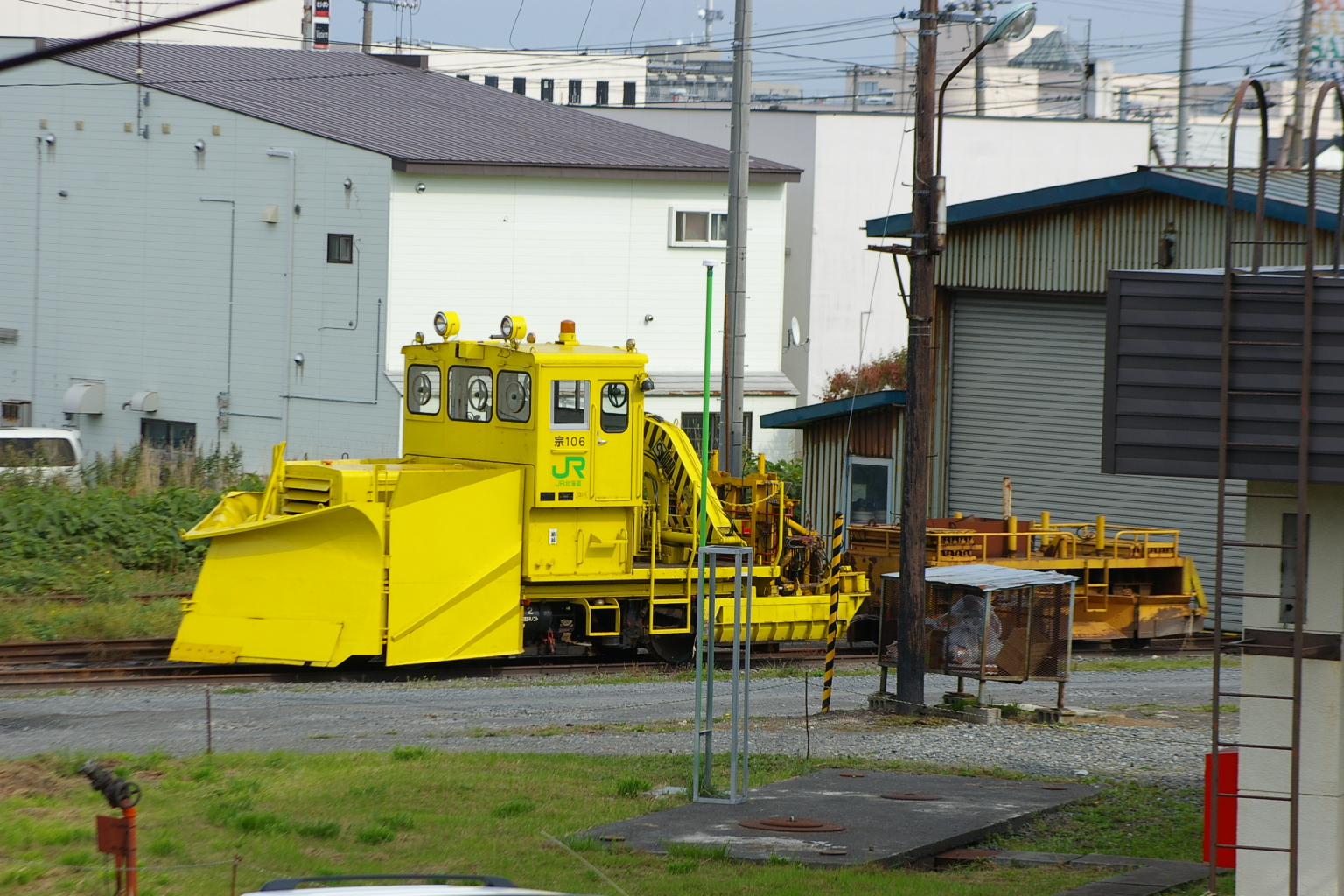
南稚内駅構内で使用される除雪型モーターカーと作業用車

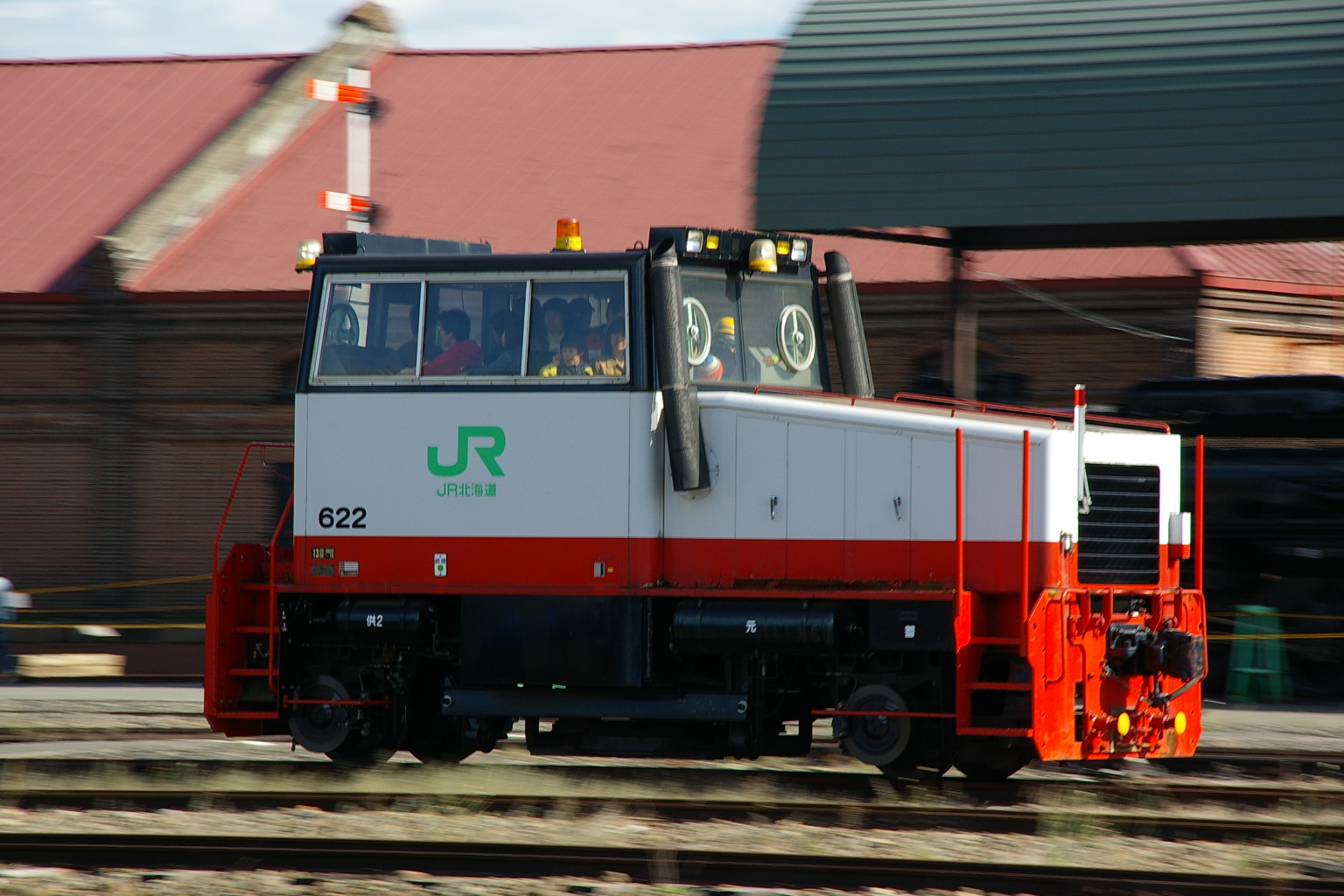
苗穂工場のHTR600形

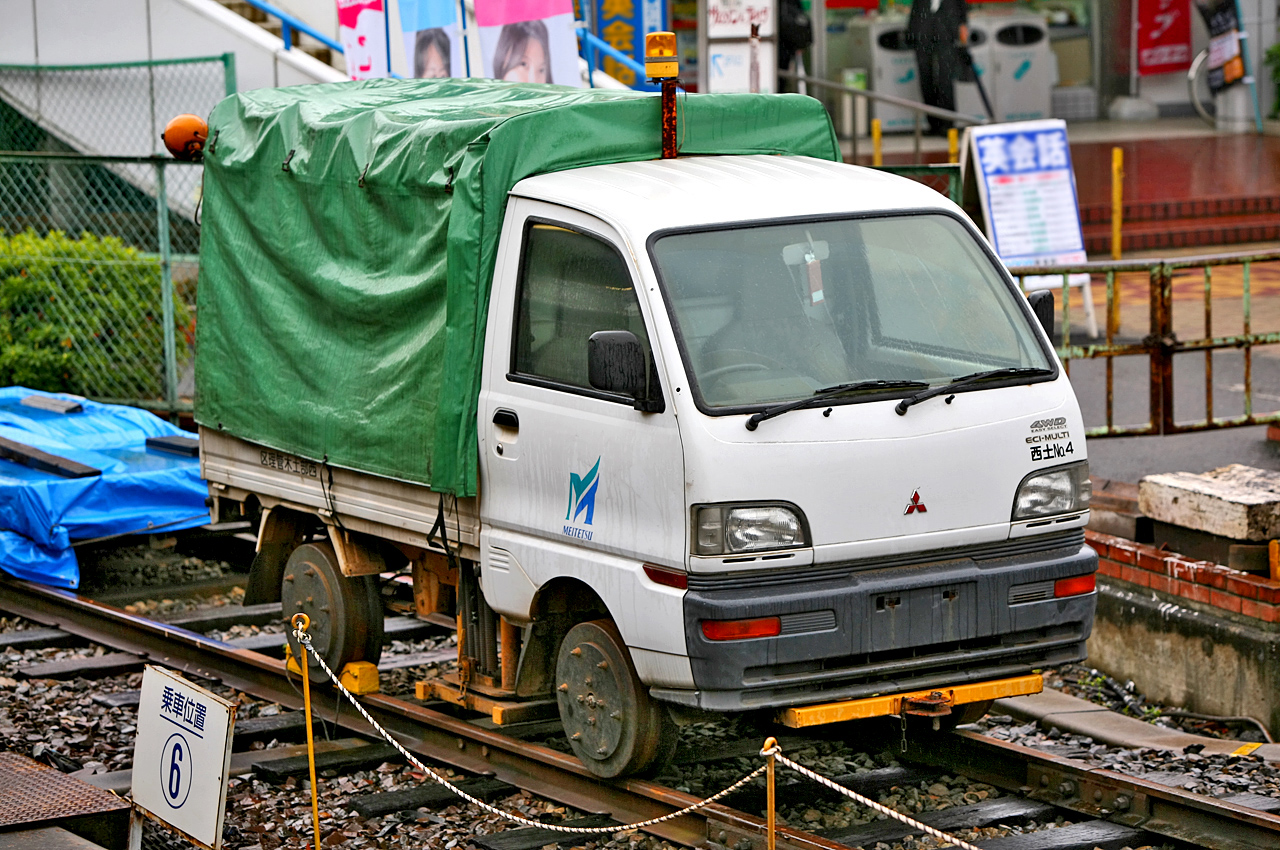
自動車改造の例
（名古屋鉄道 三菱・ミニキャブ）

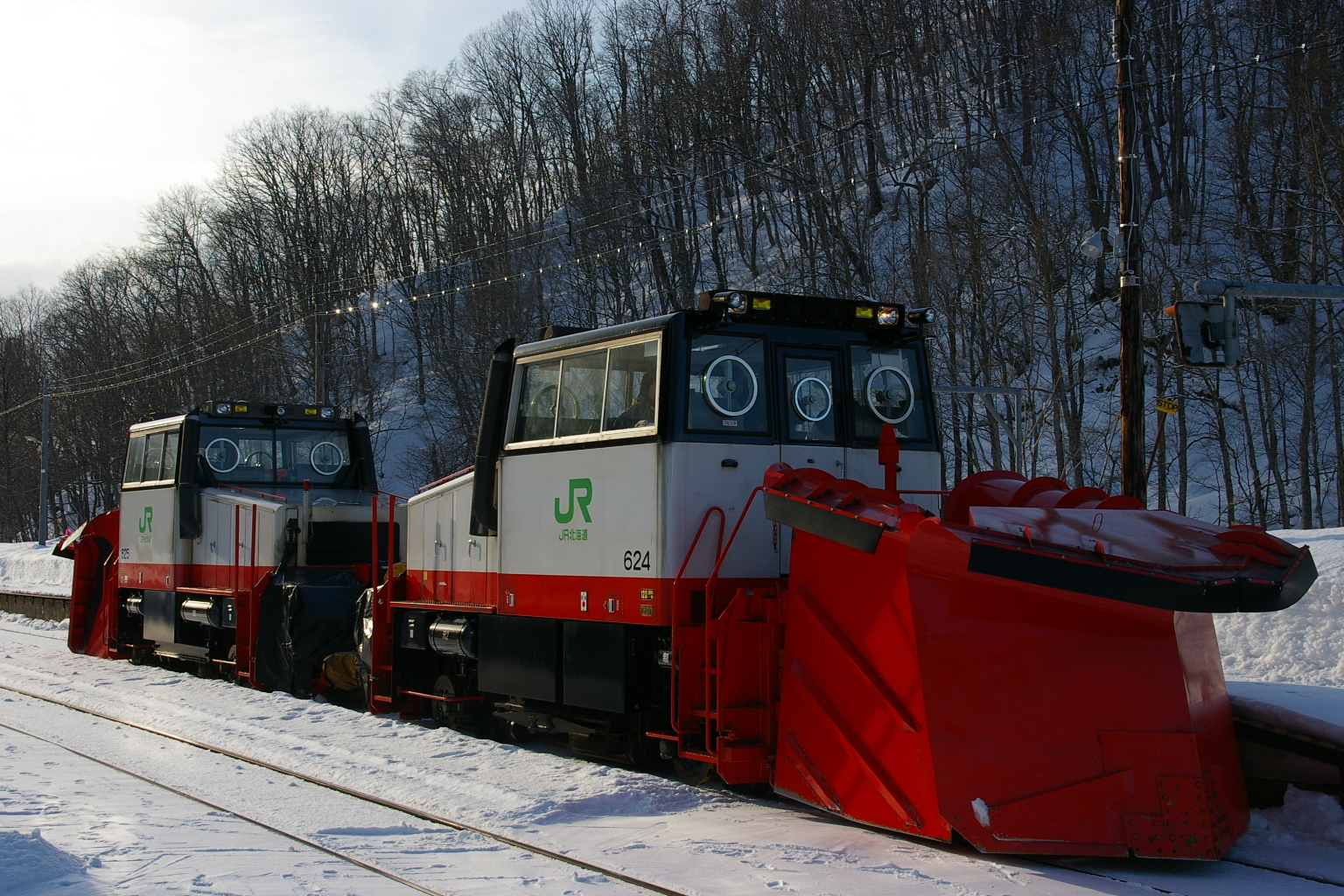
留萌本線で使用中の重連タイプのHTR600RW形

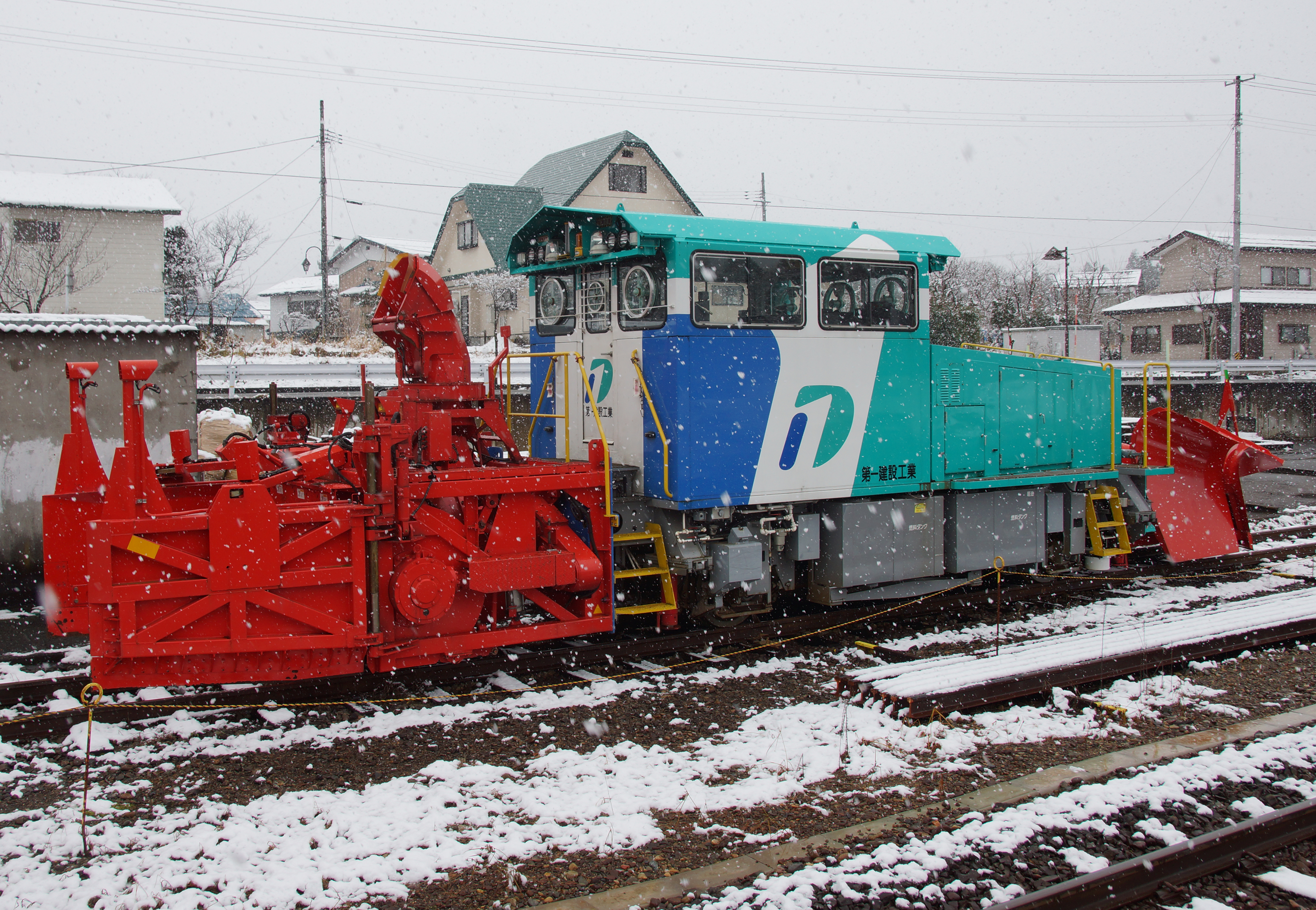
磐越西線で使用中のMCR-600A型モータカーロータリ

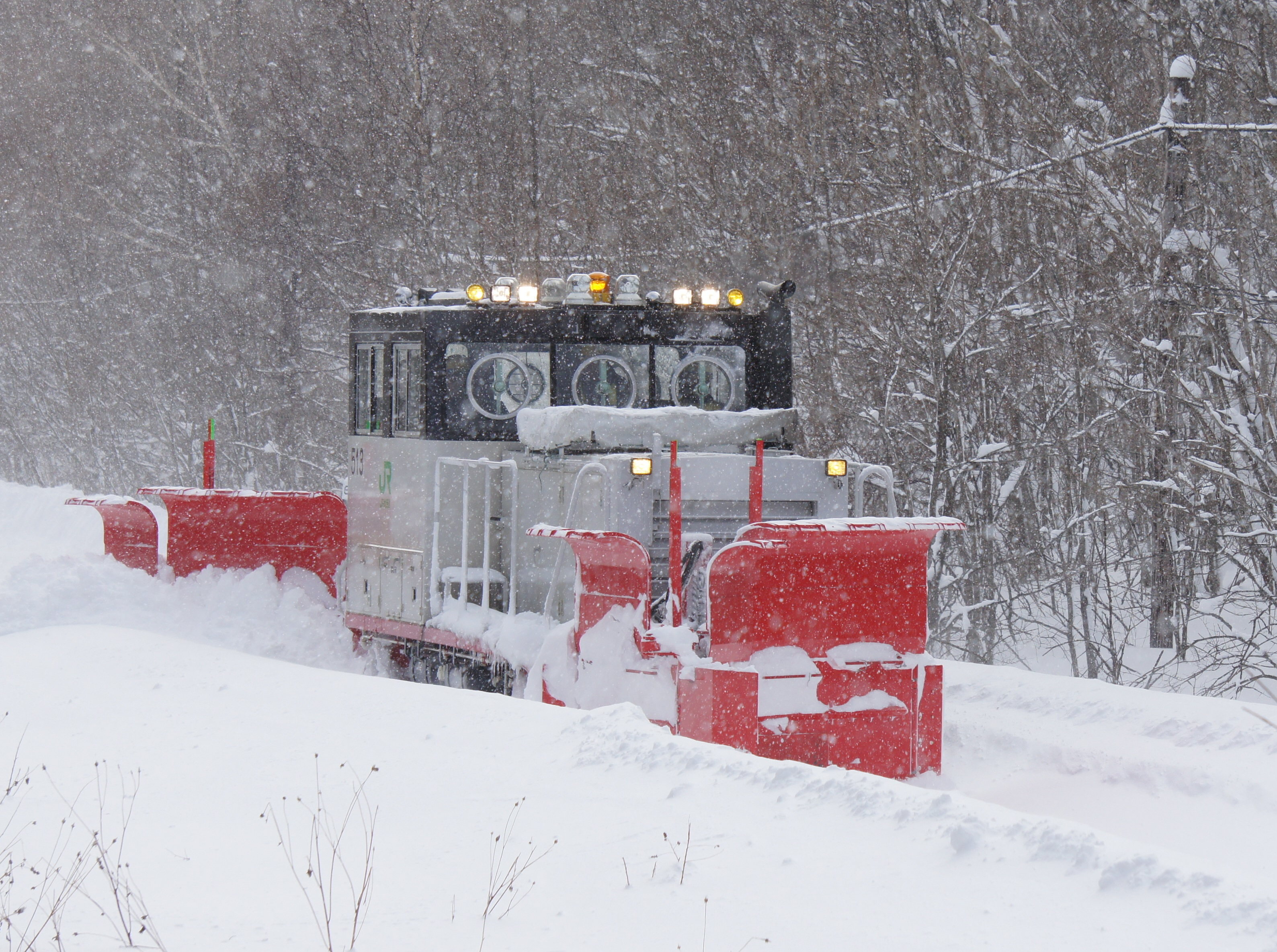
新潟トランシス製造TMC500AS　両エンドのラッセル翼は必要に応じて形状を変化させる事が出来る。この場合は前方のラッセル翼を左側排雪に形状変化させ、後方はハの字型に変化させている

モーターカー（もしくはモータカー）とは、主に鉄道の保守作業に使用される小型の自走する動力付きの鉄道車両の一種である。日本では法規上は車籍のない作業用の「機械」扱いで「鉄道車両」ではない。アメリカでは、人を運ぶ小型のモーターカーをSpeeder（スピーダー）と呼ぶ。

## 日本での事例
鉄道省では1919年頃よりアメリカのブダが製造した8馬力モーターカーを甲府保線事務所で使用した。国産車は1924年で車体をタカタモーター企業社、加藤製作所、東京瓦斯電気工業、泉自動車製作所、黒板工業所等で製作、ハーレーダビッドソンのガソリン機関を使用した。1930-1931年には純国産化された。加藤製作所では伝達装置はフリクションドライブ、動力は焼玉エンジンの使用例がある。鉄道連隊も所有していた

### 用途
資材運搬、人員輸送、保守、点検に用いられ、資材を積んだ小型貨車（トロッコ）を牽引する場合もある。近年では編成化された小型貨車の先頭の遠隔操縦用の運転台からの操作でプッシュプル運転が可能な車両も存在する。車体は警戒色として黄色系統に塗装されている場合が多いが、東海旅客鉄道（JR東海）の濃淡ブルーや、近畿日本鉄道の薄緑色など、近年では黄色以外の塗装も多くなっている。走行用の動力（原動機）は、古くはガソリンエンジンが主流であったが、現在ではディーゼルエンジンが主流で、空気圧縮機や、作業用にPTO経由で油圧ポンプを駆動するものもある。車両によっては車体中央に自車昇降用油圧式ジャッキを持ち、自車をジャッキアップした後に車体を手動もしくは自動で旋回させてその場で方向転換させることが可能である。

### 取扱い
日本では法規上の「鉄道車両」ではなく、線路上を自走する保線用機械の一種という扱いである。そのため、運転者の動力車操縦者免許は不要であり、保線係員等の免許不保持者などでも操縦が可能なため、作業にあたり同資格の取得や専門運転者の別途手配の必要がない。ただし、機械扱いであるため、最高速度は時速45 km/hに制限されている上、本線上を走行させる場合は線路閉鎖を前提とする。また、軌道回路に影響を与えないよう車輪は電気的に絶縁構造となっており、軌道回路を用いた列車検知装置や自動踏切等には反応しない（但し、排雪用の機種などで作業の必要上、軌道回路に反応するようにしているものもある。後述）。このため走行に当たっては、線路閉鎖の手続きのみならず、在線状況の確認や分岐器の進路転換の際運転指令所や信号扱所との慎重な打合せを要し、踏切も手動で作動させる等、特別な取扱いが必要である。2019年5月には南海高野線で、保線作業用モーターカーの不具合による踏切事故が発生している。
貨車移動機と混同されることがあるが、モーターカーは保線作業用動力車であり、貨車移動機は貨車の入換用動力車である。また、貨車移動機は信号等に反応するよう車輪は絶縁車輪ではなく通常の車輪を使用している。共通の基本設計に基づいて製作されたモーターカーと入れ替え用小型機関車も存在するが、仕様は明確に区別されている。
主なメーカーは北陸重機工業や松山重車輌工業、NICHIJO、新潟トランシス（旧富士重工および旧新潟鉄工）などである。

### 分類
かつては作業用、貨物型、兼用、大型などの分類があり多様なモーターカーが使用されていたが、近年は除雪用と大型以外のモーターカーは軌陸車やカートへ置き換られ減少している。

### 大型軌道モーターカー
それまでのモーターカーが自車への人員・資材の搭載を第一としていたのに対し他の車輌の牽引を重視した設計となっていて、機関車のように保線用の小型貨車を牽引する形態で運用される。連結器は保線用の小型貨車と連結するピン式のほかに、一般的な鉄道車輌とも連結できるように自動連結器もしくは自動連結器と連結できる簡易型の連結器を車輌の前後に装備している。製造は国鉄時代は富士重工業が担当していた。私鉄においては国鉄と同形車・類形車が導入されたほか、他メーカーが独自に設計したものが導入された事例もある。
TMC100・101
大型軌道モーターカーの嚆矢となった系列。昭和31年（1956年）に試作車(TMC100)が2両製造され、続いてTMC100A型の量産が行われた。改良による仕様変更によりTMC100A、B 、Ｃ、Ｆ、Ｎの細区分が存在するが、なかでもTMC100Fは運転室の拡幅が行われ外観が大きく異なる。TMC101Aは100Bをベースに軌間1435mmとした形式である。
TMC200・201
TMC100のエンジン出力を増強し（89PS→160PS）、トルクコンバータを装備したことで高低速の切替および前後進の等速走行が可能となった系列。転車装置も大型化しており、積載状態のまま転車が可能となった。なお一部の車両は2.5tクレーンを装備している。改良による仕様変更によりTMC200A、B 、Ｃ、Ｄ、Ｎ等の細区分が存在する。TMC200Bは後方視界の改善のため運転室の拡幅が行われ、出入口も引戸となった。TMC200Cは保線機械の統一設計標準案に基づき、運転室の寸法やドアが変更され、運転席も前向きから横向きに変更された。TMC201Ｂは200Ｂをベースに軌間を1435mmとしたものであり、201Ｃは201BへＤ型ブレーキ弁、Ｋ型三動弁等を追加したものである。201Ｄは201Ｃへ大型クレーンを追加したものである。
TMC300・301
TMC200のエンジン出力をさらに増強した系列。TMC301は1435mm軌間用の形式である。JR化後に増備された、TMC300C後期型およびC-Wは設計変更され外観が大幅に変更されている。仕様変更によりTMC300C、C-W、DK、Ｌ、Ｓ、ＳＷ、Ｔ等の細区分が存在する。
TMC500
荷台がないセミセンターキャブ型の外観をしていて、モーターカーというよりは小型機関車のような外観である。TMC500Aは碓氷峠越えの横川-軽井沢間の急勾配線区用として開発されたものでブレーキ装置が増強されている。TMC500Bは一般線区向けである。他にバリエーションとして抑速ブレーキ搭載のTMC500Ｃ、入れ替え用機関車のTMC500Lおよび重連機能を備えたTMC500Ｗがある。なお後述のTMC500ASとは直接の関係はない。
TMC501
1435mm軌間用の形式で、当初は山陽新幹線の建設工事用として開発された。TMC501A、Ｂ、前期Ｃ、E型はL型機だが、ボンネット側を後ろにして運用される。またこの系列のみTMC500とは直接の関係がなく、車両形態が異なる。501B型はダンプトロ牽引用に、油圧回路および重連回路が追加されたものである。なお後期Ｃ、Ｃ-Ｗ、Ｆ型ではボンネット側が前となっている。
TMC400・401
国鉄分割民営化後の1990年代から量産された新型モーターカー。TMC300からの主な変更点はエンジンの電子制御化、重連運転用の総括制御装置、転車装置の動力化等となる。運転室出入口は後位側となり、冷房装置が設置された。このうちＡ初期型は運転席が前後2か所となっていた。仕様変更によりTMC400Ａ、B 、Ｃ等の細区分が存在する。

### 排雪用（除雪型）モーターカー
積雪地帯では、雪かき車の代用として営業線の除雪作業でもよく見かけることができる。正式な名称は軌道モーターカーラッセル、もしくは軌道モーターカーロータリーだが、「排モ(排雪モーターカー)」とも呼ばれる。特にモーターカーによるロータリー除雪について「モロ」と言う場合もあるが、一括りに「排モ」と言ってしまうことも多い。ロータリー型は通常は片側にV字型のラッセルヘッド、もう片方にロータリー装置を装着するが、日本除雪機製作所開発のHTR400RB型のようにロータリー除雪装置を双方に装着した車両やHTM350VBのような両エンドにラッセル装置を装着し排雪を行う車両の他、新潟トランシス製のTMC500AS型のように可変式のラッセル装置を取り付け左右それぞれ任意の方向に排雪が可能になった車両があり、用途に応じて運用している。
ラッセル型
大型軌道モーターカー に排雪用のラッセル装置を取り付けたもの。形式は元の大型軌道モーターカー の形式にSをつけたものであるが、TMC400Sのみは他のTMC400系列とは全く異なり、エンジンなどが設置された機関室の上部に運転室と人員輸送室がある二層構造となっていて、1階部分が機械室の2階建て車輌のような特異な外観をしている。これとは別にTMC400Aにラッセル装置を取り付けた排雪用モーターカーも使用されていて、形式名はTMC400ASとなっている。
なお、JR北海道では、排雪用モーターカーHTR600形2両を連結し、両端にラッセル除雪装置を装着して総括制御運転することで老朽化したDE15形ディーゼル機関車の置き換えを行っている。
ロータリー型
ロータリー型の除雪モーターカーは国鉄が1960年代初頭より導入を始めた。国鉄時代は新潟鐵工所が製造を担当していた。セミセンターキャブの外観で,除雪用と走行用のエンジンを各1基装備している。国鉄分割民営化後に導入された新型機はエンジンが1基となりそれに伴い外観もエンドキャブのL型となっている。民営化後は新潟鐵工所以外のメーカーも製造に参入している。

### 車籍のあるモーターカー
北海道旅客鉄道（JR北海道）には、日本除雪機製作所製の排雪用モーターカーHTR600形を基に、狭義の鉄道車両として製造されたDBR600形が2014年7月1日まで在籍していた。これは「排雪列車」として一般の列車の運行を阻害せず除雪作業が行えるようにするため、鉄道車両として法規上の要件を満たすべく機器や装備を搭載したものである。
私鉄でも北陸鉄道など積雪地域の私鉄にモーターカーを機関車として車籍を与えた例が何例かあり、なかでも長良川鉄道のNTB209は、保守作業や除雪作業のほかトロッコ列車を牽引していた。

### 投排雪保守用車(ENR-1000)

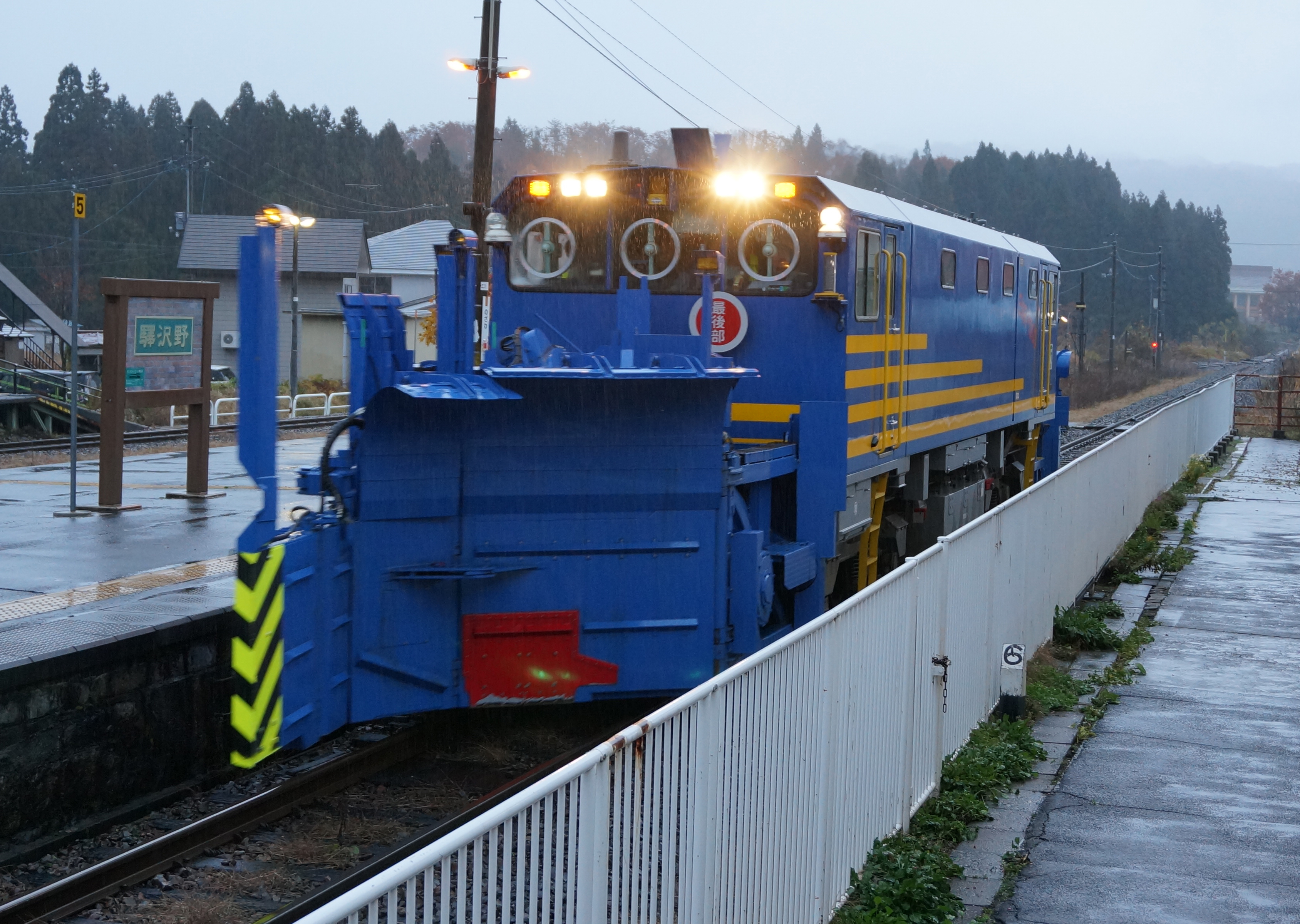
ENR-1000形投排雪保守用車

東日本旅客鉄道（JR東日本）では、老朽化しつつある除雪用機関車の代替として新潟トランシス製の投排雪保守用車ENR-1000を導入している。軸配置B-Bの箱形両運転台で機関車然としているが、車籍はなく機械扱いである。当機の分類については「投排雪用保守用車」と表記されることもあり、名称が浸透していない初期には「大型排雪用モーターカー」「ビッグロモ」などと呼ばれることもあった。除雪に際しては、ロータリーヘッドの掻き寄せ翼をプラウ状に変形させることができ、ラッセル車・ロータリー車の除雪機能をヘッドの着脱なしに選択出来ることが特長である。また、本線上では軌道回路に反応する状態で運行し、位置確認の確実化・踏切通過時の安全確保などを図っている。
なお、同型の車両は北海道旅客鉄道（JR北海道）でもDE15形の置き換え目的で2015年度から試験導入されており、試験の結果、車籍を有するキヤ291形として製造されることとなった。
また、えちごトキめき鉄道ではENR-1000をベースにETR-R-01・ETR-R-02の2両が開業に合わせて製造されている。

#### 仕様
エンジンについてはカミンズのQST30が搭載され、1000馬力の出力を持つ。変速機については、日立ニコトランスミッションのTDN-20-5501BおよびTDCN-20-55501Bを装備、10‰の勾配において、牽引重量120t時に60km/h以上を出すことができる。台車については、新潟トランシス製のNF02Dを装着している。

#### 配備
現在31両がJR東日本に、えちごトキめき鉄道に2両、JR北海道に1両、あいの風とやま鉄道に1両の配備が確認されている。

### その他の無車籍鉄道車両の例
モーターカーは無車籍の鉄道車両の一つであり、これ以外にも上記投排雪保守用車など各種保線用機械や試験用車両、貨車移動機で無車籍の鉄道車両は存在する。しかし法規上、これらは車両ではなく「機械」扱いとされている。「モーターカー扱い」という表現が使われることがあるが正しい用語法ではない。